# Nina Violic
Nina Violic, née le 15 mars 1972 à Rijeka, est une actrice croate.

## Filmographie
- 1993 : A Taste of Lemon (court métrage)
- 1994 : Zaghlul and Zaharias: Zagreb in My Life (court métrage)
- 1994 : Each Time We Part Away (téléfilm) : Eva
- 1995 : Letac Joe i Marija smjela (court métrage) : Marija
- 1995 : Mrtva tocka (téléfilm) : Plesacica
- 1996 : Domina (court métrage)
- 1997 : The Zagorje Region: Castles (court métrage)
- 1997 : Rusko meso : Suzana
- 1997 : Puska za uspavljivanje : Nana
- 1998 : Tri muskarca Melite Zganjer : Sminkerica
- 2000 : Cashier Wants to Go to the Seaside : Jadranka
- 2000 : Bad News or International Women's Day (téléfilm) : Mirta
- 2001 : Alone
- 2002 : Fine Dead Girls : Marija
- 2005 : Zadnji dan kucnog ljubimca (court métrage)
- 2005 : Bitange i princeze (série télévisée) : Barbara
- 2006 : Planktoni (court métrage)
- 2007 : Nasa mala klinika (série télévisée) : Fedora
- 2008 : Behind the Glass : Marta
- 2010 : On the Path : Sejla
- 2010 : Some Other Stories : Heder
- 2010 : Forest Creatures : Danica
- 2010 : Starting Over (court métrage)
- 2011 : Marija's Own
- 2011 : The Little Love God : Nina
- 2011 : Provodi i sprovodi (série télévisée) : Zgodna udovica
- 2013 : Na terapiji (série télévisée) : Renata
- 2015 : Odvajanje (court métrage) : la mère
- 2015 : Rest in Peace (série télévisée) : Ines Polic
- 2015 : Our Everyday Life (Naša svakodnevna priča) : Nina